# Omocestus navasi
Omocestus navasi är en insektsart som beskrevs av Bolívar, I. 1908. Omocestus navasi ingår i släktet Omocestus och familjen gräshoppor.

## Underarter
Arten delas in i följande underarter:
- O. n. navasi
- O. n. bellmanni